# Brasil en los Juegos Paralímpicos de Barcelona 1992
Brasil estuvo representado en los Juegos Paralímpicos de Barcelona 1992 por un total de 41 deportistas, 31 hombres y 10 mujeres.

## Medallistas
El equipo paralímpico brasileño obtuvo las siguientes medallas:
| Nombre               | Deporte   | Evento                       |
| -------------------- | --------- | ---------------------------- |
| Oro                  |           |                              |
| Ádria Santos         | Atletismo | 100 m B2 femenino            |
| Suely Guimarães      | Atletismo | Disco THW7 femenino          |
| Luiz Cláudio Pereira | Atletismo | Peso THW4 masculino          |
| Plata                |           |                              |
| —                    |           |                              |
| Bronce               |           |                              |
| Sebastião Neto       | Atletismo | Maza C6 masculino            |
| Genezi Alves         | Natación  | 50 m espalda S3 masculino    |
| Eduardo Wanderley    | Natación  | 50 m mariposa S3-4 masculino |
| Ivanildo Alves       | Natación  | 200 m estilos SM5 masculino  |